# Ordem da Águia Branca
Ordem da Águia Branca (polonês: Order Orła Białego) é a mais alta honraria polonesa entregue tanto por mérito civil quanto militar. Foi instituída em 1 de novembro de 1705 por Augusto II e outorgada a oito de seus aliados e apoiadores, quatro magnatas poloneses, três marechais-de-campo russos e um cossaco.
No final do século XX, após a restauração da democracia na Polônia, a Ordem, colocada fora de uso pelos governos comunistas do país e apropriada em séculos anteriores por governos russos imperiais, foi oficialmente restaurada e entregue a Lech Walesa.

## Cavaleiros da ordem
Lista parcial
- Epitácio Pessoa
- Getúlio Vargas
- Fernando Henrique Cardoso
- Jan Klemens Branicki
- Irena Sendler
- Adam Kazimierz Czartoryski
- Lech Kaczyński
- Witold Pilecki
- Maria Skłodowska-Curie
- Andrzej Duda
- Helmut Kohl
- Ignacy Krasicki
- Aleksander Kwaśniewski
- Stanisław Lem
- Witold Lutosławski
- Benito Mussolini
- Papa João Paulo II
- Stefan Wyszynski
- Krzysztof Penderecki
- Józef Piłsudski
- Alexander Suvorov
- Lech Wałęsa
- Valdas Adamkus
- Bóris III da Bulgária
- Isabel II
- Ferdinand Foch
- Haquino VII
- Tarja Halonen
- Tomáš Masaryk
- Haroldo V
- Hirohito
- Imperatriz Michiko do Japão
- Reza Pahlavi
- Philippe Pétain
- Vítor Emanuel III da Itália
- Carlos XVI Gustavo da Suécia
- Konstantin Päts
- Papa Pio XI
- Lauri Relander
- Haile Selassie
- Thomas Woodrow Wilson
- Alexandre Millerand
- Gaston Doumergue
- Ronald Reagan
- Abdallah da Arábia Saudita

## Ligação externa
- «Rafal Heydel-Mankoo, THE POLISH ARISTOCRACY:THE TITLED FAMILIES OF POLAND, Order Odrodzenia Polski»